# Тирехан
Тирехан (др.‑ирл. Tírechán; VII век) — ирландский епископ, биограф святого Патрика. Происходил из рода коннахтского короля Амалгайда.
Он создал житие «апостола Ирландии» через некоторое время после кончины своего наставника Ултана из Ардбраккана в 657 году. Труды его сохранились в Книге Армы. Труд Тирехана носит условное название Collectanea — «коллекция» житийного материала о святом Патрике, данное Джеймсом Ашшером.
Записи Тирехана, относящиеся по мнению Дж. Б. Бьюри к 660 или 670-м годам, часто сравнивают с более современным повествованием преподобного Мурьху мокку Махтени. В современной науке сочинение Тирехана обычно датируется временем после 688 года, но до Муирху, сочинение которого, видимо, было неизвестно Тирехану.